# 張禹 (後漢)
張 禹（ちょう う、生年不詳 - 113年）は、後漢の政治家。字は伯達。本貫は趙国襄国県。

## 経歴
淮陽国相・汲県令をつとめた張歆の子として生まれた。65年（永平8年）、孝廉に察挙された。建初年間、揚州刺史に任じられた。
85年（元和2年）、兗州刺史に転じた。86年（元和3年）、下邳国の相に転じた。徐県の北の境に蒲陽坡というところがあり、かつては良田が多かったが、埋もれてしまい改修されていなかった。張禹は用水路を引いて灌漑し、数百頃の農地を開いた。
94年（永元6年）、入朝して大司農となった。100年（永元12年）9月、太尉に任じられた。103年（永元15年）、和帝が南巡すると、張禹は太尉兼衛尉として洛陽の留守をつとめた。和帝の一行が江陵まで進んだと聞くと、張禹は「危険を冒して遠くに行くのは宜しくない」と和帝を諫める手紙を書いて駅伝の馬を走らせた。
106年（延平元年）1月、太傅・録尚書事に転じた。張禹は広成苑や上林苑の空地を貧民に開放するよう太后の鄧綏に提言し、聞き入れられた。
107年（永初元年）、安郷侯に封じられた。9月、反乱や災害が頻発していたことから太尉の徐防と司空の尹勤が免官された。張禹は上書して引退を願い出たが、再び太尉に任じられた。110年（永初4年）、太后の母の新野君陰氏が病にかかったため、太后と安帝は見舞いにその邸を訪れた。張禹は司徒の夏勤や司空の張敏とともに安帝に宮殿に戻るよう諫め、聞き入れられた。連年災害が続き、府庫の備蓄がなくなったため、張禹は3年分の租税を入れさせて、郡国を助ける貸付を行うよう上疏し、認められた。111年（永初5年）、陰陽不和を理由に太尉から免官された。
113年（永初7年）、家で死去した。

## 人物・逸話
- 張禹は篤実節倹な性格で知られた。
- 学問を好み、欧陽高『尚書』を学んだ[3]。
- 父が死去すると、汲県の官吏や民衆たちが数百万の弔慰金を送ってきたが、張禹は一切受け取らなかった。田宅を伯父に譲り、自らは寄宿した。
- 張禹は揚州刺史として赴任することとなった。中原の人々は長江に子胥の神がいるため、渡るのが難しいと噂していた。張禹は「もし子胥の神が実在するなら、私の志が公正な審理をおこなうことにあると知っていて、私を危険な目に遭わせるだろうか」といって聞く耳を持たなかった。

## 子女
- 張盛（長男、後嗣）
- 張曜（末子、郎中）

## 伝記資料
- 『後漢書』巻44 列伝第34